# Live at Wembley '86
Live at Wembley '86 és un doble àlbum en directe de la banda de rock britànica Queen. Va ser gravat en viu el dissabte 12 de juliol 1986 durant el Magic Tour a l'estadi de Wembley a Londres (Anglaterra) i posat a la venda el 26 de maig de 1992, també una edició en VHS. El DVD del mateix concert va sortir publicat el juny de 2003.
L'àlbum va ser remasteritzat i rellançat amb bonus tracks l'agost de 2003 als Estats Units amb el títol de Live at Wembley Stadium després de la publicació del DVD. Aquest nom també s'ha utilitzat en les versions posteriors a altres països, tot i que no tenen els bonus tracks que s'inclouen a la versió dels Estats Units.
Una edició especial de DVD remasteritzada va ser publicada el 5 de setembre de 2011 al Regne Unit (el dia que Freddie Mercury hauria complert 65 anys), i per primera vegada va incloure el concert de la nit de divendres a part del concert de la nit de dissabte. Fragments de l'espectacle divendres s'havien inclòs als DVD anteriors, però el llançament remasteritzat marca per primera vegada que el concert està presentat en tota la seva. Una edició de luxe també inclou el concert de dissabte a forma de CD remasteritzat.

## Llista de cançons

### Disc u
1. "One Vision" (Freddie Mercury, Brian May, Roger Taylor & John Deacon) – 5:50
2. "Tie Your Mother Down" (Brian May) – 3:52
3. "In the Lap of the Gods...Revisited"[4] (Freddie Mercury) – 2:44
4. "Seven Seas of Rhye" (Mercury) – 1:19
5. "Tear It Up" (May) – 2:12
6. "A Kind of Magic" (Taylor) – 8:41
7. "Under Pressure" (Queen, David Bowie) – 3:41
8. "Another One Bites the Dust" (John Deacon) – 4:54
9. "Who Wants to Live Forever" (May) – 5:16
10. "I Want to Break Free" (Deacon) – 3:34
11. "Impromptu" (Queen) – 2:55
12. "Brighton Rock Solo" (May) – 9:11
13. "Now I'm Here" (May) – 6:19

### Disc dos
1. "Love of My Life" (Mercury) – 4:47
2. "Is This the World We Created...?" (Mercury, May) – 2:59
3. "(You're So Square) Baby I Don't Care" (Jerry Leiber, Mike Stoller) – 1:34
4. "Hello Mary Lou (Goodbye Heart)" (Gene Pitney) – 1:24
5. "Tutti Frutti" (Little Richard) – 3:23[5]
6. "Gimme Some Lovin'" (Steve Winwood, Spencer Davis, Muff Winwood) – 0:55
7. "Bohemian Rhapsody" (Mercury) – 5:50
8. "Hammer to Fall" (May) – 5:36
9. "Crazy Little Thing Called Love" (Mercury) – 6:27
10. "Big Spender" (Dorothy Fields, Cy Coleman) – 1:07
11. "Radio Ga Ga" (Taylor) – 5:57
12. "We Will Rock You" (May) – 2:46
13. "Friends Will Be Friends" (Mercury, Deacon) – 2:08
14. "We Are the Champions" (Mercury) – 4:05
15. "God Save the Queen" (arr. May) – 1:27

## Bonus tracks a la remasterització de Hollywood Records (2003)
1. "A Kind of Magic (Directe 11 Juliol de 1986 a Wembley Stadium, Londres)"
2. "Another One Bites the Dust (Directe 11 Juliol 1986 a Wembley Stadium, Londres)"
3. "Crazy Little Thing Called Love (Directe 11 Juliol 1986 a Wembley Stadium, Londres)"
4. "Tavaszi szél vízet áraszt (Directe 27 Juliol 1986 a Népstadion, Budapest, Hongria)"

## El concert original
El concert va començar a les 4.00pm, amb entrades per £14.50. Quatre bandes van actuar prèviament com a teloners per aquest ordre:
1. INXS
2. The Alarm
3. Status Quo
4. Queen

## Crèdits
- Freddie Mercury - vocalista principal, piano, guitarra
- Brian May - guitarra, teclats, segones veus
- Roger Taylor - bateria (instrument musical), tambourine, segones veus
- John Deacon - baix, segones veus

Músics addicionals:
- Spike Edney - teclats, piano, guitarra, segones veus

## Llistes i vendes
| Country       | Charts  | Charts   | Vendes     | Vendes  |
|               | Posició | Setmanes | Certificat | Vendes  |
| ------------- | ------- | -------- | ---------- | ------- |
| Bèlgica       | 1       |          |            | 100.000 |
| Itàlia        | 1       |          | Platí (5x) | 500.000 |
| França        | 2       |          | Platí      | 600.000 |
| Regne Unit    | 2       | 15       | Platí      | 700.000 |
| Àustria       | 6       | 16       | Or         | 35.000  |
| Suïssa        | 6       | 13       | Or         | 50.000  |
| Països Baixos | 9       |          |            | 100.000 |
| Alemanya      | 20      |          | Or         | 300.000 |
| Suècia        | 29      | 4        |            | 15.000  |
| Estats Units  | 53      | 1        | Platí      | 500.000 |
| Japó          | 81      |          |            | 100.000 |
| Mèxic         |         |          | Platí      | 250.000 |
| Brasil        |         |          | Or         | 150.000 |
| Canadà        |         |          |            | 80.000  |
| Espanya       |         |          |            | 300.000 |